# Schmorda
Schmorda é um município da Alemanha localizado no distrito de Saale-Orla, estado de Turíngia.
Pertence ao Verwaltungsgemeinschaft de Ranis-Ziegenrück.

## Demografia
Evolução da população (31 de dezembro):
| - 1994 – 109 - 1995 – 115 - 1996 – 115 - 1997 – 110 | - 1998 – 108 - 1999 – 104 - 2000 – 102 - 2001 – 105 | - 2002 – 99 - 2003 – 98 - 2004 – 92 - 2005 – 88 |

Fonte: Thüringer Landesamt für Statistik